# Spam

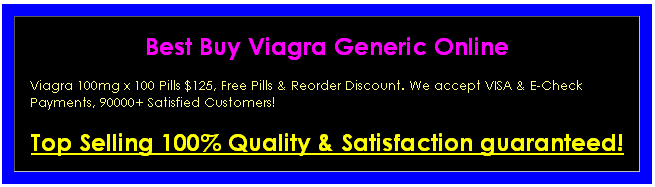
Egy jellegzetes spam hirdetés

A spam (IPA: spæm) a fogadók által nem kért, elektronikusan, például e-mailen keresztül tömegesen küldött hirdetés, felhívás vagy lánclevél.
Az így kapott információk a fogadók túlnyomó része szempontjából érdektelenek, így fölösleges sávszélességet, tárhelyet, szellemi ráfordítást igényelnek a fogadótól. Mivel a spameket a feladóik milliós nagyságrendben képesek rövid idő alatt kiküldeni, ez jelentős terhelést jelent az internet használói számára. A spamek egy része tudatosan megtévesztő, a fogadó kihasználására törekszik (olcsó, nagy nyereséget ígérő befektetésre csalogató, piramisjátékra csalogató, banki azonosítókat, személyes adatokat különféle indokokkal megkérő levelekkel).

## Az elnevezés eredete

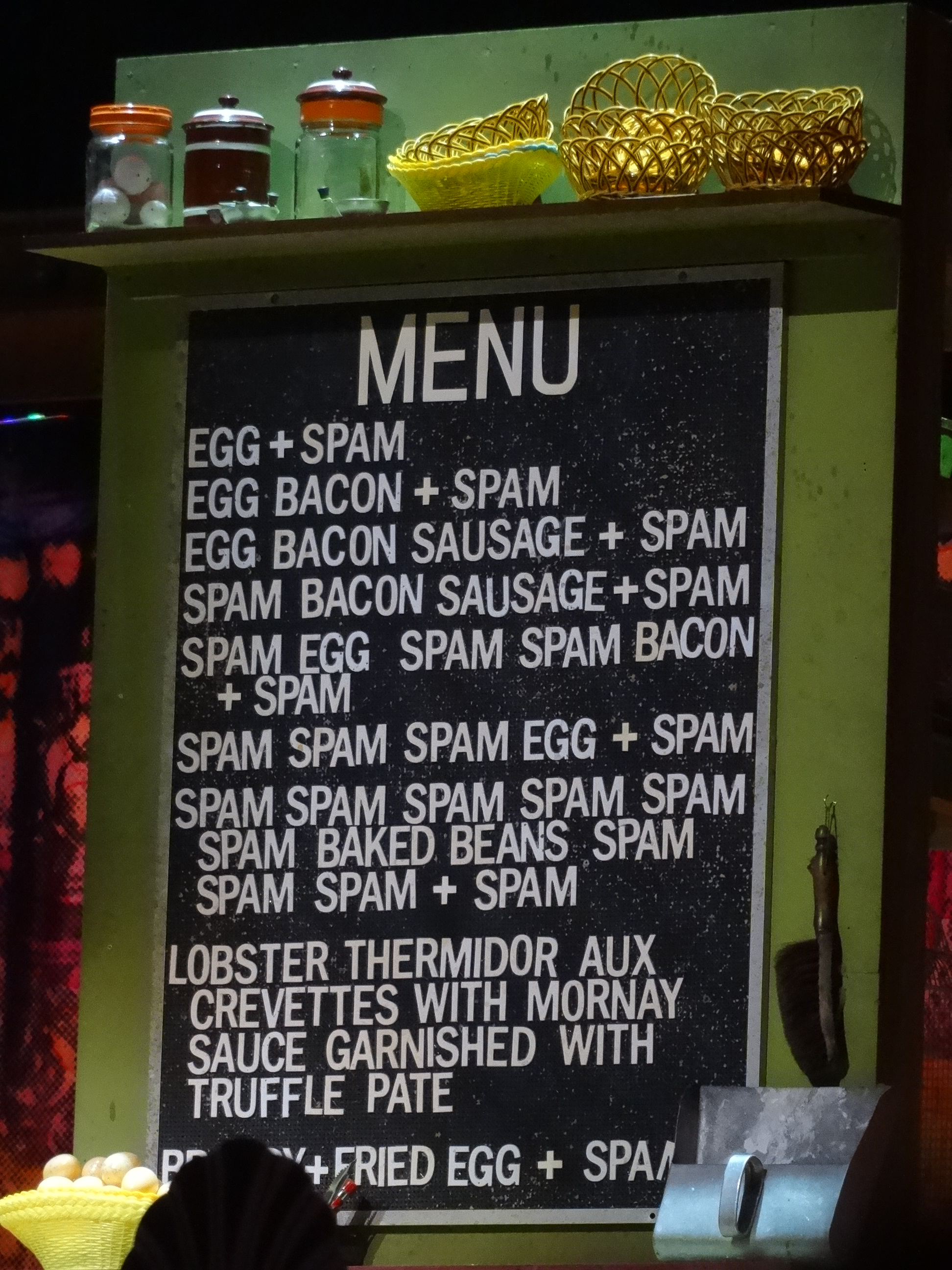
Étlap a Monty Python jelenetből

Az angol szó eredetileg egy Amerikában konzervként forgalmazott hústermék neve (Spam, Spiced Pork And Ham, magyar megfelelője a löncshús), amely a Monty Python angol komikuscsapat Monty Python Repülő Cirkusza című tévésorozatának egyik jelenetében tűnt fel. Itt a „kéretlenül ránk erőltetett valami” jelölője.

## Meghatározása
Nincsen egységes álláspont arra vonatkozóan, hogy mit kell spamnek tekinteni. A platformfüggetlenség miatt szigorúan technikai tipizálás nem lehetséges. A spam kéretlen elektronikus reklámüzenet, mely terjedhet e-mailben, SMS-ben, de gyakran használják a kifejezést a papírformában terjesztett szórólapokra is, gyakran használják közösségi oldalakon, applikációkban (az ilyen helyeken 5 vagy annál többször beküldött üzenet számít spamnek). Kapcsolódó fogalom az éppen nem aktuális levelekre a bacn.
Az általános álláspont szerint spam az az üzenet, ami:
- a címzett által nemkívánatos,
- tartalma nem a címzett személyére szóló,
- nagy tömegben kiküldött (vagy másképp fogalmazva a feladó nem csak a címzettnek küldi el),
- nagyon gyakran a feladó valódi személyét elrejtő, meghamisító formában érkezik.

Szintén kapcsolódó fogalom a kártevőket (vírus, féreg, trójai) terjesztő e-mail. A kárt okozó program lehet HTML-formátumú, színes, grafikákat tartalmazó levél kódjában, lehet a csatolt mellékletben (különösen az EXE, PPS, DOC, FLV, XML, MSI, MHT, MAFF kiterjesztésű fájlokban), vagy annak a honlapnak a nem látható szövegében, amelynek a levélben a címét (linkjét) adják meg, és rákattintva gyakorlatilag a gépünkre töltjük a honlap tartalmán kívül a kártevőt is tartalmazó kódszöveget. Igen könnyen rejtőzhet kártevő az ismeretlen forrástól elindult, sorozatosan továbbküldött „jópofa” mellékletekben. Az ártalmas e-mailek elleni védekezés első számú fegyvere az ismeretlen tartalmakkal szembeni bizalmatlanság.
Érdemes azonban ügyelni arra, hogy számos, első látásra spammer által kiküldött üzenet valójában legális: ha a felhasználó/fogadó egy termék vásárlása, vagy szolgáltatás igénybe vétele során a szerződésben hozzájárul ahhoz, hogy elérhetőségei az eladó/szolgáltató és/vagy partnerei adatbázisába további reklámüzenetek továbbítása céljából bekerüljön, akkor egy, első pillantásra teljesen idegen vállalkozástól érkező e-mail is lehet legális, amennyiben az a fenti szerződésben megjelölt partnervállalatok közé tartozik. Ilyen esetekben a kiküldött reklámanyag legális, de ez esetben is (csakúgy mint hírlevelek esetében), kötelező jelleggel tartalmaznia kell egy leiratkozást biztosító linket.

## Legalitása
A spam üzenetekkel kapcsolatban számos ország törvényei nyújtanak több-kevesebb szabályozást. A legtöbb európai ország törvényei szigorúan szabályozzák a magánemberek személyes adatainak kezelését, és legálisan nem teszik lehetővé a személyes adatok (mint amilyen az e-mail-cím) automatikus és előzetes engedély nélküli összegyűjtését, tárolását és felhasználását.
Több ország szabályozza a magánszemélyeknek küldhető kéretlen reklámanyagok küldésének körülményeit is.

## Létezésének okai
Mint a legtöbb bűnszervezet, így a spameket kiküldő hálózatok lényege is az üzemeltetők vagyonszerzése, és a drogkereskedéssel vagy fegyverkereskedelemmel való hasonlóságokat tovább növeli az, hogy a spamek körül általában számos bűncselekményt követnek el, kezdve az illegális adatszerzéstől a hitelkártyacsalásokon át a számítástechnikai rendszerekbe való betörésig.
A – nem közvetlen bűncselekményt megvalósító – spamek üzleti struktúrája a nagy számokon alapul. Az emberek jelentős része már megtanulta, hogy az ismeretlenektől kapott, kéretlen üzenetekkel nem szabad foglalkozni, de mindig van a címzettek között néhány tized százaléknyi ember, aki nem tudja, mi az a spam, vagy nem tudja, hogy milyen kockázatokat hordoz ezen üzenetek alapján vásárolni. Mivel a spameket extrém nagy számban (akár több százmilliós példányban) küldik ki, az egytized százalék még így is 10 000 vásárlót jelent.
Ennél jelentősen nagyobb bevételt biztosítanak azok a spamek, melyek konkrét bűncselekményeket, például csalást, illegális hozzáférést, adatlopást valósítanak meg, és a nagy kiküldött mennyiség miatt igen nagy mennyiségű elkövetést tudhatnak magukénak.
Jelentős tényező az, hogy a spamek kiküldése általában aránytalanul alacsony költségeket jelent, mivel ezek általában mások illegálisan megszerzett erőforrásait használják fel.

## Védekezés ellene
A fentiek miatt sokféle védekezési mód alakult ki a spammel szemben:
- olvasás nélküli törölgetés (fennáll a fontos levél véletlen törlésének esélye)
- a weboldalakon feltüntetett e-mail-címek álcázása az automatizált begyűjtés ellen (pl. a valaki@semmi.hu helyett így van leírva a cím: valaki kukac semmi pont hu, vagy valaki (a) semmi .hu)[4]
- a helyi hálózatok e-mail-továbbító szervereinek korlátozása
- spamszűrő programokkal, például Bayes-szűrővel felszerelt szolgáltatói szervereken keresztüli levélfogadás
- spamazonosító program telepítése a felhasználó gépére
- szűrő alkalmazása a levélkezelő felületen
  - a spamet küldő e-mail-cím felvétele egy "feketelistára", blokkolva az illető jövőbeni leveleit)
  - kulcsszavak alapján való szűrés (egy bizonyos spamküldő üzenetében a feladó nevében, a tárgyban vagy a levél szövegében jellegzetesen előforduló, de más, értékes levelekben nem szereplő szavak felbukkanása esetén a levél automatikusan spamnek lesz minősítve)
  - tanuló szűrő használata (az általunk spamnek jelzett levél feladóját vagy más paramétereit felismerve az ilyen leveleket a továbbiakban önállóan blokkolja)
- a küldő cégek jogi perlése
- hamis hibaüzenet visszaküldése spam érkezésekor
- a spamben feltüntetett hirdetési felület, csatorna leterhelése (ezt az internetszolgáltatónk tekintheti szerződésszegésnek, ami miatt kikapcsolhatja a szolgáltatást)
- eljárások, amik költségessé teszik a nagyon nagy tömegű e-mailek kiküldését (pl: HashCash)

## Spammer
Olyan üzleti vállalkozás, szervezet vagy magánszemély, amely/aki a címzettek előzetes hozzájárulása nélkül küld részükre direkt értékesítő és/vagy megtévesztő reklámleveleket. A spammerek egyik tipikus üzenete, melyben a címzett ismerősének adják ki magukat, vagy ezzel kapcsolatban megtévesztő tárgysor és üzenet leírásával késztetik a felhasználót egy, az üzenetet tartalmazó link megnyitására. Ennek célja leggyakrabban adathalászat.
A spamhálózatok, illetve az azokat kiaknázó bűnözői csoportok ugyanolyan kihívásokat jelentenek a bűnüldözés számára, mint a „klasszikus” kábítószerhez kapcsolódó tevékenységek: a spammerek nagy vagyonnal, kapcsolatokkal rendelkeznek, de ezen felül a számítógépes bűnözés üldözésének nehézségei is jelentkeznek.
A sikeres rendőrségi akciók mellett gyakran az internettel foglalkozó cégek és szakemberek is lehetővé teszik a spamküldő csoportok felszámolását, részben technikai lépésekkel, részben pedig a hatóság segítésével. 